# Santa Cruz, Sonora
Santa Cruz är en kommunhuvudort i Mexiko.   Den ligger i kommunen Santa Cruz och delstaten Sonora, i den nordvästra delen av landet, 1 700 km nordväst om huvudstaden Mexico City. Santa Cruz ligger 1 361 meter över havet och antalet invånare är 1 038.
Terrängen runt Santa Cruz är kuperad söderut, men norrut är den platt. Santa Cruz ligger nere i en dal som går i nord-sydlig riktning.  Trakten runt Santa Cruz är nära nog obefolkad, med mindre än två invånare per kvadratkilometer. Santa Cruz är det största samhället i trakten. Omgivningarna runt Santa Cruz är i huvudsak ett öppet busklandskap.